# Mathias De Amorim
Mathias De Amorim, né le 10 décembre 2004 à Pessac (Gironde), est un footballeur franco-portugais qui évolue au poste de milieu de terrain au FC Famalicão.

## Biographie

### Carrière en club
Mathias De Amorim débute sa formation au CA Béglais avant de rejoindre les Girondins de Bordeaux en 2014. Il évolue avec l'équipe réserve en National 3. Le 14 août 2023, il fait ses débuts professionnels avec l'équipe première de Bordeaux en Ligue 2 lors d'une victoire 1-0 contre l'US Concarneau. Huit jours plus tard, il signe son premier contrat professionnel, le liant au club jusqu'en juin 2026.
Le 8 août 2024, De Amorim rejoint le FC Famalicão, club portugais de Primeira Liga, avec un contrat courant jusqu'en juin 2028. 

## En sélections nationales
Né en France et d'origine portugaise, De Amorim possède la double nationalité. Il est appelé pour la première fois en équipe de France des moins de 20 ans le 31 août 2023 pour deux matchs amicaux contre le Danemark. Il fait ses débuts le 9 septembre 2023 lors d'un match nul 2-2. Au total, il compte 4 sélections avec les U20 français.